# Mahabubabad
Mahabubabad es una ciudad censal situada en el distrito de Mahabubabad en el estado de Telangana (India). Su población es de 42851 habitantes (2011). Se encuentra a 212 km de Hyderabad, la capital del estado.

## Demografía
Según el censo de 2011 la población de Mahabubabad era de 42851 habitantes, de los cuales 20716 eran hombres y 22135 eran mujeres. Mahabubabad tiene una tasa media de alfabetización del 79,17%, superior a la media estatal del 67,02%: la alfabetización masculina es del 86,59%, y la alfabetización femenina del 72,32%.